# S-II

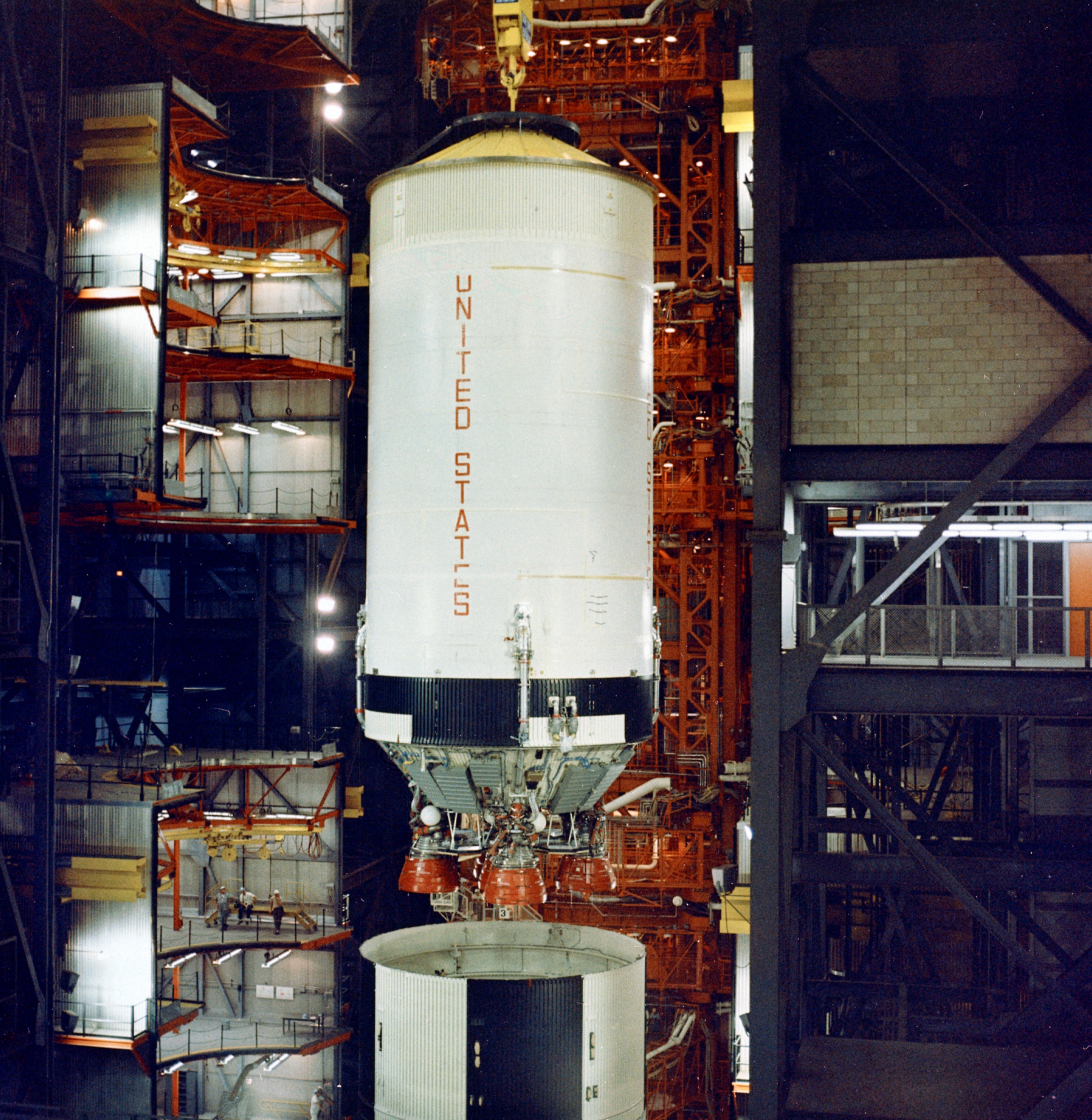
Az Apollo-Saturn-502-es (az Apollo–6) S-II fokozata az összeszerelő csarnokban

Az S-II a NASA által az Apollo-program során használt Saturn V rakéták második fokozata volt. Létrejöttét a holdrakéta harmadik fokozatához, az S-IVB-hez hasonlóan – a hidrogén-oxigén hajtás robbanásszerű fejlődésének köszönheti. A fokozatot a Saturn V második fokozataként építették be a saját korában forradalminak számító, hajtóanyagként cseppfolyós oxigént és hidrogént használó technikán alapuló szerkezetet. Az S-II meghajtására 5 db, kereszt alakban beépített J-2 hajtómű szolgált, amelyek kicsit több, mint 521 tonna tolóerőt szolgáltattak.
A fokozatot az Apollo űrhajó gyártója, a North American Aviation építette.

## Fejlesztésének története
Az USA hadvezetésének az 1950-es évek közepén egy válsághelyzettel kellett szembenéznie: a Szovjetunióval szemben hátrányba kerültek a rakétafejlesztések területén, amely a katonai egyensúly felborulását, egy valós, válaszcsapás lehetősége nélküli atomfegyver-fenyegetést jelentett. A megoldás a katonai rakéták rendkívül erőltetett fejlesztése volt. A probléma sürgető megoldására minden fegyvernemnél rakétafejlesztések indultak, amelyeket a Pentagon koordinált. A különböző katonai célokra különböző méretű és teljesítményű rakéták építésére volt igény, ezek egyike a nagy terheket nagy távolságra (vagy adott esetben a világűrbe) juttatni képes rakétaosztály megalkotása volt. A rakétafejlesztések modulszerűen zajlottak a különböző műhelyekben, azaz az egyes mérnökcsoportok különböző rakétafokozatokon dolgoztak, majd amikor a rakétafejlesztéseket a egyöntetűen a NASA-hoz helyezték, ezen fokozatok variálásával születtek meg a különböző teherbírású és hatótávolságú hordozóeszköz-változatok. Az S-II megszületéséhez vezető fejlesztések az USA légierejében az Abe Silverstein vezette egyik mérnökcsoportnál kezdődtek, ahol a cseppfolyós hidrogén és oxigén rakétabeli alkalmazását kutatták. A – később az összes rakétafejlesztő csoporthoz hasonlóan a NASA-hoz áthelyezett – mérnökcsoport fejlesztette ki előbb az RL10, majd a J–2 hajtóműveket, amelyek lehetővé tették a minden másnál hatékonyabb hidrogén/oxigén hajtás alkalmazását és a holdra szállás megvalósításához elegendő teljesítményű óriásrakéta létrehozását.

### A hidrogénhajtás és a J-2

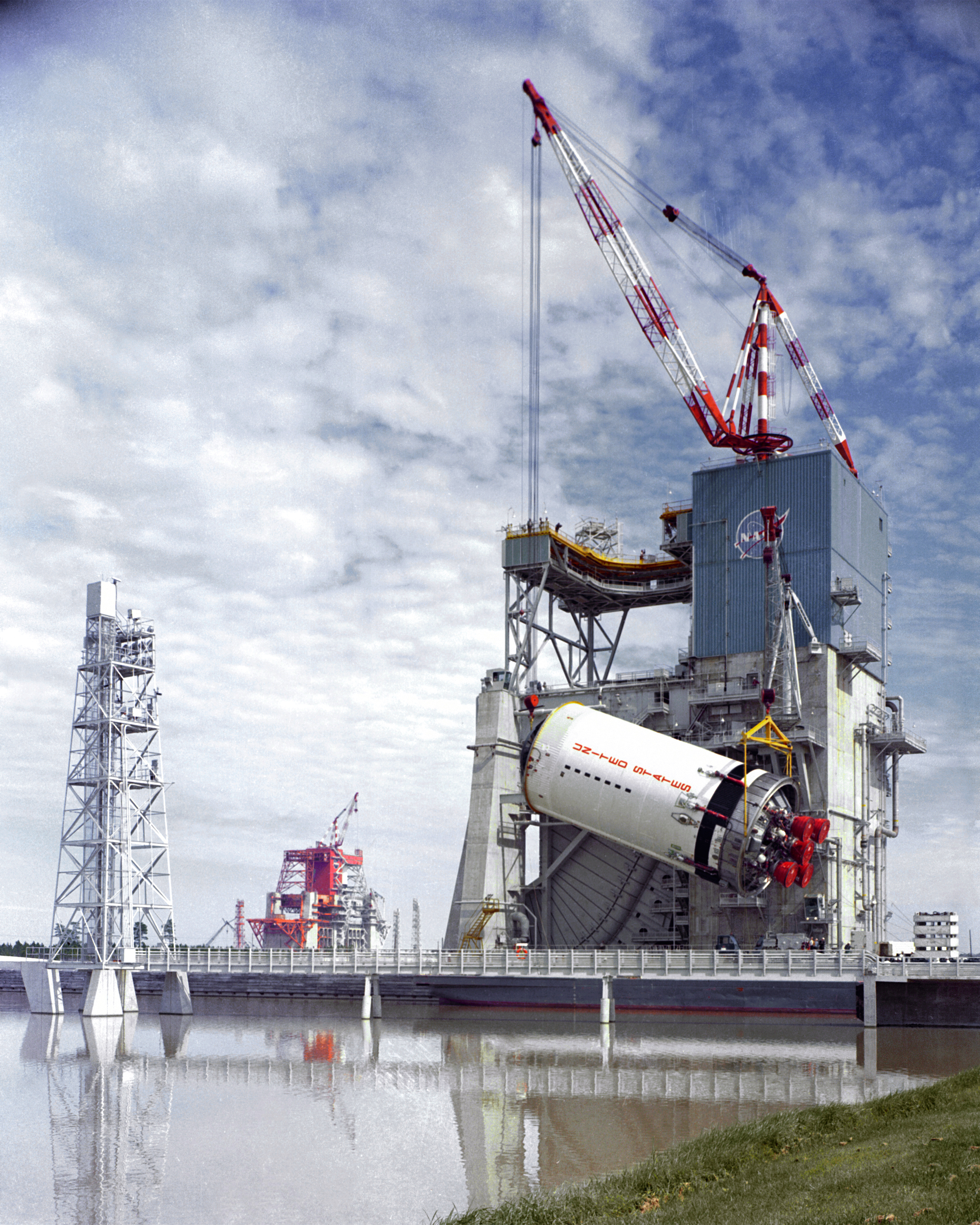
Egy S-II-t a tesztpadra emelnek a Stennis Űrközpontban

A cseppfolyós hidrogén és oxigén rakétahajtóanyagkénti alkalmazásának lehetőségét még Konsztantyin Ciolkovszkij vetette fel 1903-as, „A világűr felfedezése reaktív eszközökkel” c. tanulmányában, ám az anyagok előállításának és tárolásának nehézségei – az, hogy lényegében csak laboratóriumi körülmények között volt rá lehetőség – a II. világháborúig meg is tartották az elméleti lehetőségek között az ilyen irányú felhasználásukat. A technikai fejlődés azonban könnyen elérhető, ipari termékké tette a két anyagot és a rakétamérnökök rögtön kísérletezni kezdtek a korabeli fő üzemanyagnál, az RP-1 kerozinnál 40 százalékkal nagyobb tolóerőt ígérő hajtóanyagokkal.
Először a US Navy finanszírozásában kezdődött egy cseppfolyós hidrogént használó rakétahajtómű-fejlesztési program 1945-47. Ebben a programban az Aerojet magáncég és a JPL kutatólabor közös mérnökcsapata Kármán Tódor vezetésével az új hajtóanyag felhasználhatóságával kísérletezett a haditengerészet számára. A programból végül nem lett rakéta, ám a cseppfolyós anyagok kezelésével és hajtóanyagkénti alkalmazásával kapcsolatos technikák megszülethettek. Később ezt a fejlesztési dokumentáció 1949-ben a NACA-hoz került, ahol a Lewis Laboratory (ma John H. Glenn Kutatóközpont) egyik kutatócsoportja, a Rocket Research Branch (Rakétakutatási Telep), vagy munkanevén a Silverstein-bizottság kapta meg. A mérnökcsoport – a névadó – Abe Silverstein vezetésével az 50-es évek második felére – elsősorban a Pratt & Witney külső segítségével – áttörést ért el: gyakorlati alkalmazásra alkalmas, cseppfolyós hidrogént és oxigént használó hajtóművet terveztek, az RL10-est. Az ARPA, a Pentagon fegyverfejlesztési agytrösztje rögtön egy új rakétafokozathoz kívánta felhasználni a tervet és Centaur néven el is indította a hajtómű- és rakétafokozat megvalósítási programját.
Az RL10 hajtómű kis méretű és kis teljesítményű volt, azonban a siker lényegében azonnal a hidrogén/oxigén hajtás továbbgondolásra ösztönözte Abe Silverstein csoportját. 1959 őszén már az RL10-es tolóerejénél tízszer erősebb, 667 kN tolóerejű konstrukcióról készült tanulmány, majd pár hónappal később a lehetőségek 890 kN tolóerőt mutattak megvalósíthatónak. A terv hamar a megvalósítási fázisba lépett, 1960. június 1-jén kihirdették a North American repülőgépgyár Rocketdyne részlegét, mint ipari partnert, mint a hajtómű megvalósítóját. A Rocketdyne kifejlesztett egy komputer támogatású fejlesztési rendszert, amellyel mindössze 18 hónap alatt sikerült kifejleszteni az új J–2 hajtóművet és elvégezni az első hajtóműtesztet.

### A hajtómű konvertálása rakétafokozattá
A J-2 rajzasztali megszületése után a Silverstein-bizottság annak rakétafokozatbeli felhasználására is javaslatot készített. A javaslat kétféle utat vázolt fel: az egyik egy leendő nehézrakéta végfokozata, a másik pedig ugyanazon nagyrakéta közbenső gyorsítófokozata volt. A végfokozat a korábban körvonalazott S-IV fokozat továbbfejlesztése, a 6 db RL10-es 1 db J-2-esre cserélésével létrehozott S-IVB lett. Míg az a bizonyos közbenső fokozat fejlődött az S-II-vé.

A fokozat tervezői először 4 db J-2-es egy keretbe fogásával számoltak (kölcsönvéve a Saturn I-hez Wernher von Braun által kitalált ún. „cluster” építési módot). Ehhez írták ki a pályázatot a reménybeli gyártók számára, ám érdekes módon mire 1961. szeptember 11-én kiválasztották a North Americant, mint ipari partnert, a koncepció többször megváltozott, nagyobb második fokozatra volt szükség. Végül bekerült egy ötödik hajtómű is a dizájnba és kialakultak a végleges geometriai méretek is, amelyeket főként a tartályok, valamint az S-IC első fokozat határoztak meg.

## Felépítése

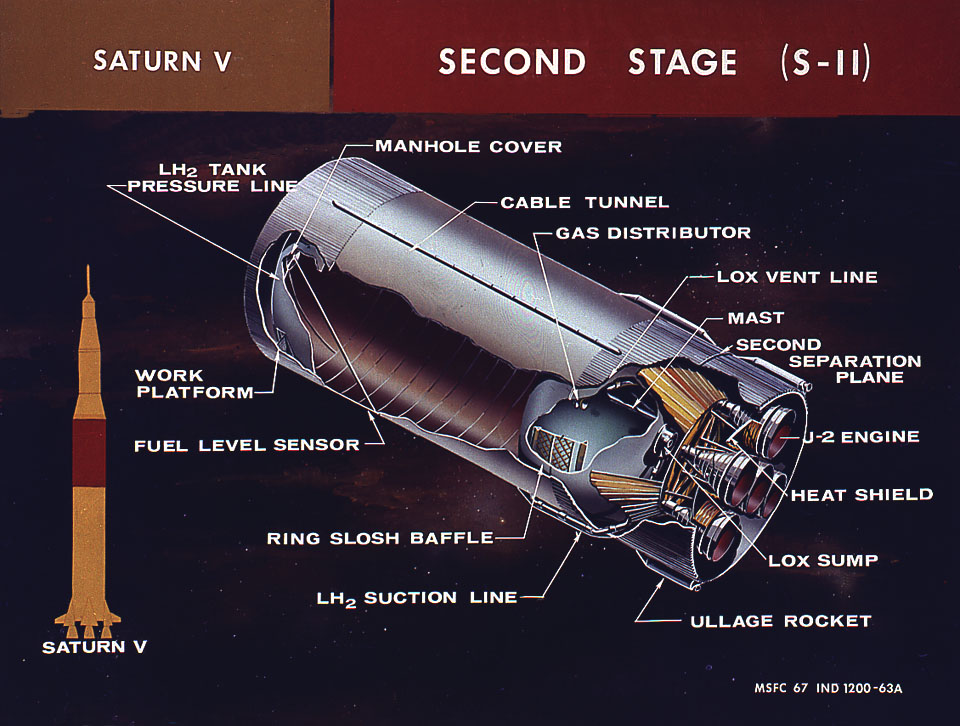
Az S-II metszeri rajza

A rakétafokozat hengeres testű egység volt. Összesen 5 db J-2-es hajtóművet építettek be a megkívánt tolóerő elérésére, amelyeket kereszt alakban helyeztek el, a középső hajtóművet a henger hossztengelyében, míg a többi négyet egy képzeletbeli négyzet sarkaiban, amely négyzet átlói a hossztengelyben metszették egymást. A hengeren belül kaptak helyet a tartályok, felül a cseppfolyós hidrogéné, alul pedig a szintén cseppfolyós oxigéné (a tartályok elhelyezésére ez az egyetlen megoldás volt csak lehetséges, mivel az oxigénvezeték nem vezethetett el a hidrogéntartály belsejében, vagy környezetében, mivel az oxigén fagyáspontja jóval a cseppfolyós hidrogén hőmérséklete felett volt és belefagyhatott volna a csőbe). A tartályok és az oxigéntartály közé egy hőpajzs került, hogy a hajtóművek gázcsóváinak hőterhelése nehogy felmelegítse a tartályt és robbanást okozzon az emiatti nyomásnövekedés. A henger külső falán két részegység helyezkedett el: az elektromos kábelezést magába fogadó kábelcsatorna és az üzemanyag-stabilizáló rendszer motorjai.
A rakétafokozat alapvető részegysége volt a tartályok hőszigetelése: a -183 °C forráspontú oxigént, de főleg a -253 °C-on gázzá váló hidrogént cseppfolyós állapotban kellett tartania. A hidrogéntartálynak nagyon körültekintő hővédelemre volt szüksége, hogy nehogy a kritikus hőmérséklet fölé emelkedjen és gázzá váljon a tartályban. Hőszigetelés nélkül a tartály falán kívül levő levegő cseppfolyóssá válik és a falon lefelé csörgedező folyadék jó hővezetőként kezd működni, hatékonyan emelve a tartályfal hőmérsékletét. Ez ellen kellett védekezni és a leghatékonyabb megoldásnak a tartály belsejének szigetelése látszott és végül ott is kapott helyet. Emellett további érv volt a belső szigetelés mellett, hogy egy külső megoldás esetén az üzemanyag betöltésekor a tartály fém falát hőstressz érhette, amely repedést okozhatott volna rajta. Anyagát tekintve üvegszálból felépített, poliuretán habbal töltött 30*20 cm-es blokkokból álló méhsejt-szerkezet került a tartály belső falára. Az oxigéntartály önmagában nem igényelt szigetelést, lényegében elegendő volt a betöltéskor kívülről ráfagyó dérréteg, ám az oxigén- és a hidrogéntartály között mégis kellett egy szigetelőanyag réteg, hogy az oxigén nehogy cseppfolyósból szilárddá fagyjon.

### Műszaki adatok
| Méretek             | Méretek    |
| Megnevezés          | Érték      |
| ------------------- | ---------- |
| Hosszúság           | 24,87 m    |
| Átmérő              | 10,06 m    |
| Üres tömeg          | 43 090 kg  |
| Felszállótömeg      | 470 370 kg |
| Hajtóanyag          |            |
| Megnevezés          | Érték      |
| Hidrogén mennyisége | 984 200 l  |
| Hidrogén tömege     | 69 400 kg  |
| Oxigén mennyisége   | 314 200 l  |
| Oxigén tömege       | 357 900 kg |
| Hajtómű             |            |
| Megnevezés          | Érték      |
| Tolóerő             | 5165,79 kN |
| Égési idő           | 390 s      |

## Repülési profilja

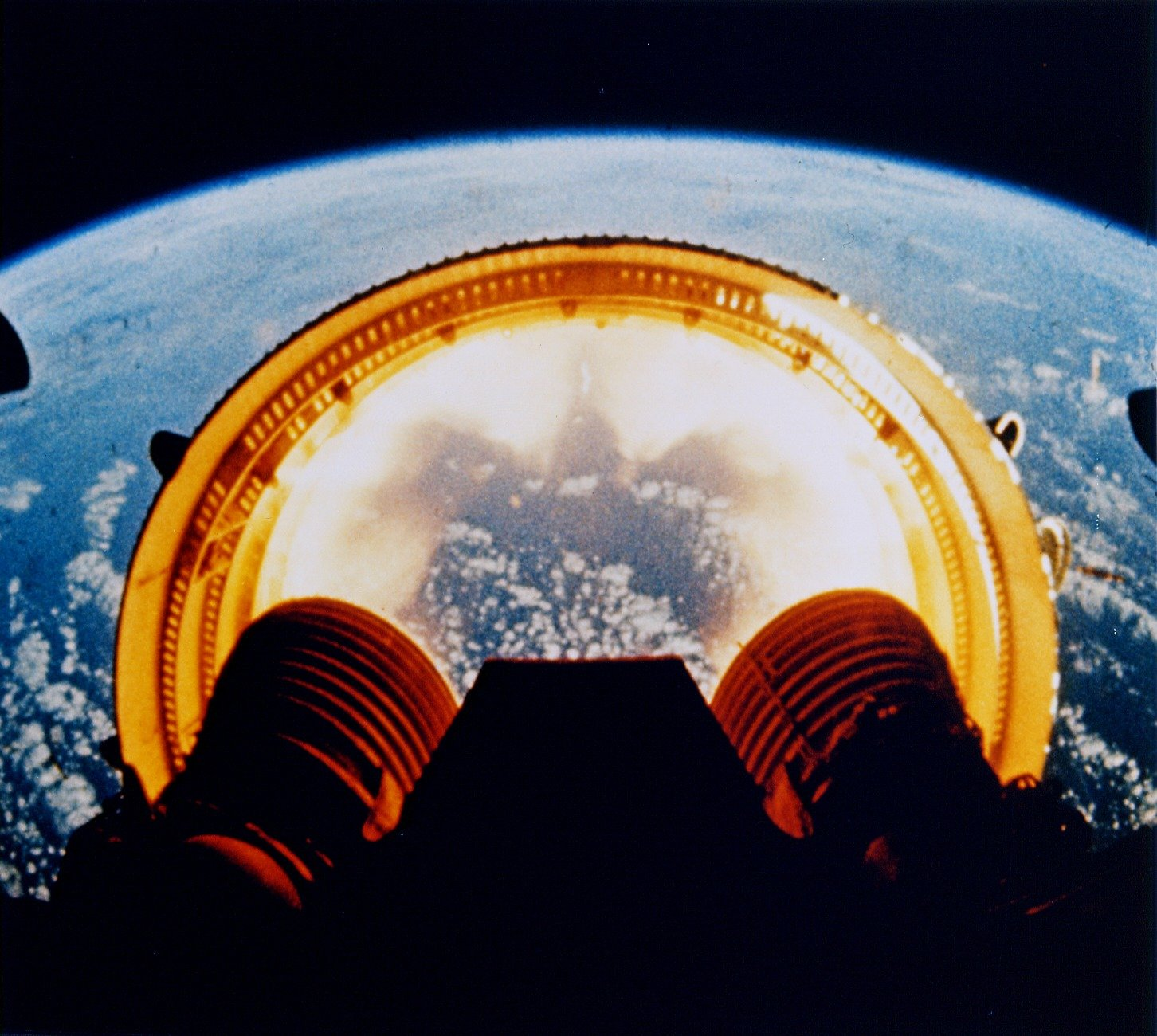
Az S-II beindul az S-IC és a fokozatösszekötő elem leválása után, 60 kilométer magasan

Az S-II a Saturn V rakéta második fokozataként üzemelt a Hold elérésére indított expedíciókon, valamint a Skylab űrállomás felbocsátásakor. Feladata az űrszerelvény gyorsítása volt. A fokozat az S-IC leválását követően, 2 perc 45 másodperccel a start után lépett működésbe, 61,15 kilométer magasságban, 2,69 km/s sebességnél. Az öt J-2-es közül a középső 4 perc 58 másodpercig, a külső négy pedig 5 perc 30 másodpercig működött, 6,84 km/s sebességre gyorsítva és 184 km magasra juttatva a szerkezetet.

A kiürült fokozatot le kellett fékezni, hogy össze ne ütközzön a harmadik fokozattal és ne repülje át az Atlanti-óceánt és nem csapódjon be Európában. A fékezést négy darab, szilárd hajtóanyagú, kisméretű fékezőrakéta végezte, amely úgy befolyásolta a fokozat röppályáját, hogy az kb. 4000 kilométerre Cape Canaveraltől csapódjon az Atlanti-óceánba, távol minden lakott területtől.

## Megépült példányai
| Saturn S-II | Saturn S-II                                             | Saturn S-II                                             | Saturn S-II                                                   |
| Szériaszám  | Felhasználása                                           | Felbocsátás dátuma                                      | Hol található ma                                              |
| ----------- | ------------------------------------------------------- | ------------------------------------------------------- | ------------------------------------------------------------- |
| S-II-F      | Dinamikus tesztekre (hajtóműpróbákra) használt példány  | Dinamikus tesztekre (hajtóműpróbákra) használt példány  | U.S. Space & Rocket Center, Huntsville, USA                   |
| S-II-T      | Dinamikus tesztekre (hajtóműpróbákra) használt példány  | Dinamikus tesztekre (hajtóműpróbákra) használt példány  | Megsemmisült egy robbanásban 1966. május 28-án                |
| S-II-D      | Építése félbeszakadt                                    | Építése félbeszakadt                                    |                                                               |
| S-II-S/D    | Dinamikus és statikus tesztekre használt példány        | Dinamikus és statikus tesztekre használt példány        | Megsemmisült egy robbanásban 1965. szeptember 29-én           |
| S-II-1      | Apollo–4                                                | 1967. november 9.                                       | é. sz. 32° 12′ 00″, ny. h. 39° 40′ 00″32.200000°N 39.666667°W |
| S-II-2      | Apollo–6                                                | 1968. április 4.                                        |                                                               |
| S-II-3      | Apollo–8                                                | 1968. december 21.                                      | é. sz. 31° 50′ 02″, ny. h. 37° 16′ 39″31.833889°N 37.277500°W |
| S-II-4      | Apollo–9                                                | 1969. március 3.                                        | é. sz. 31° 27′ 42″, ny. h. 34° 02′ 27″31.461667°N 34.040833°W |
| S-II-5      | Apollo–10                                               | 1969. május 18.                                         | é. sz. 31° 31′ 19″, ny. h. 34° 30′ 43″31.521944°N 34.511944°W |
| S-II-6      | Apollo–11                                               | 1969. július 16.                                        | é. sz. 31° 32′ 06″, ny. h. 34° 50′ 38″31.535000°N 34.843889°W |
| S-II-7      | Apollo–12                                               | 1969. november 14.                                      | é. sz. 31° 27′ 54″, ny. h. 34° 12′ 50″31.465000°N 34.213889°W |
| S-II-8      | Apollo–13                                               | 1970. április 11.                                       | é. sz. 31° 19′ 12″, ny. h. 33° 17′ 20″31.320000°N 33.288889°W |
| S-II-9      | Apollo–14                                               | 1971. január 31.                                        | é. sz. 29° 02′ 56″, ny. h. 33° 34′ 01″29.048889°N 33.566944°W |
| S-II-10     | Apollo–15                                               | 1971. július 26.                                        | é. sz. 26° 58′ 30″, ny. h. 37° 55′ 26″26.975000°N 37.923889°W |
| S-II-11     | Apollo–16                                               | 1972. április 16.                                       | é. sz. 31° 43′ 37″, ny. h. 35° 59′ 24″31.726944°N 35.990000°W |
| S-II-12     | Apollo–17                                               | 1972. december 7.                                       | é. sz. 31° 43′ 37″, ny. h. 35° 59′ 24″31.726944°N 35.990000°W |
| S-II-13     | Skylab űrállomás                                        | 1973. május 14.                                         |                                                               |
| S-II-14     | Nem használták fel, repülését, az Apollo-18-at törölték | Nem használták fel, repülését, az Apollo-18-at törölték | Kennedy Űrközpont, Apollo-Saturn V Center statikus kiállítás  |
| S-II-15     | Nem használták fel, repülését, a Skylab-2-t törölték    | Nem használták fel, repülését, a Skylab-2-t törölték    | Lyndon B. Johnson Űrközpont statikus kiállítás                |

## Lásd még
- Saturn V
- S-IC
- S-IVB

### Magyar irodalom
- Dancsó Béla: Holdséta – A Holdra szállás története, Novella Kiadó Kft, Budapest, 2004. ISBN 978-963-9442-24-5